# Arsenaal (Willemstad)
Het Arsenaal is een van oorsprong militair gebouw in Willemstad. Het bevindt zich aan de Benedenkade 6.

## Geschiedenis
In een vestingstad is uiteraard behoefte aan een gebouw voor de opslag van wapentuig. Reeds in 1590 was er reeds sprake van een arctionaelhuys, ook wel  's Lands Magazijn genaamd. Dit werd in 1627 vervangen door een nieuw arsenaal. Dit laatste nu raakte op zijn beurt in verval. Een nieuw en groter arsenaal werd gebouwd in 1792, naar een ontwerp van Philip Willem Schonck.
Nadat de vesting Willemstad in 1926 was opgeheven werd het Arsenaal nog geruime tijd gebruikt voor de opslag van militaire goederen. Eind jaren 60 van de 20e eeuw werd het verkocht aan Floor van Welzenes, die het liet restaureren en er een carillon op plaatste. In 1973 was de restauratie voltooid en sindsdien wordt het gebouw voor sociale en culturele activiteiten gebruikt.

## Gebouw
Het ontwerp van Schonck behelsde een driebeukig gebouw. Dit ontwerp werd bij de realisering echter enigszins gewijzigd. De benedenverdieping werd tweebeukig uitgevoerd, waardoor slechts twee poorten nodig waren. Deze poorten kregen een hardstenen classicistische omlijsting, in de sluitsteen waarvan een Medusakop respectievelijk twee zwaarden omgeven door twee adelaars werden afgebeeld. De Medusakop diende ter afschrikking van ongewenste bezoekers.